# استوبر
استوبر انگلیسی: Stuber) یک فیلم کمدی و اکشن آمریکایی محصول سال ۲۰۱۹ به کارگردانی مایکل داوس با بازی کمیل نانجیانی، دیوید باتیستا، ایکو اویس، ناتالی مورالس، بتی گیلپین، جیمی تاترو، میرا سوروینو و کارن گیلان است.

## فیلمبرداری
فیلمبرداری اصلی در تاریخ ۳ می ۲۰۱۸ در آتلانتا آغاز شد و تا ۲ ژوئیه ۲۰۱۸ به پایان رسید.